# Tanjung Seumantoh
Tanjung Seumantoh is een bestuurslaag in het regentschap Aceh Tamiang van de provincie Atjeh, Indonesië. Tanjung Seumantoh telt 1236 inwoners (volkstelling 2010).